# Секст Ноний Квинтилиан (консул 8 года)
Секст Но́ний Квинтилиа́н (лат. Sextus Nonius Quinctilianus) — политический деятель эпохи ранней Римской империи.

## Биография
Происходил из рода Нониев. Его отцом был сенатор Луций Ноний Аспренат, а матерью — сестра полководца Публия Квинтилия Вара Квинтилия. Кроме того, у Квинтилиана был старший брат, консул-суффект 6 года Луций Ноний Аспренат. В браке с Сосией, дочерью консула 32 года до н. э. Гая Сосия у него было два сына: консул-суффект 38 года Секст Ноний Квинтилиан и Луций Ноний Квинтилиан.
В 4 году до н. э. Секст сопровождал Квинтилия Вара в Сирию, вероятно, в качестве военного трибуна. В 6 году Квинтилиан входил в состав коллегии монетариев. В 8 году он занимал должность ординарного консула вместе с Марком Фурием Камиллом. В 16/17 году Ноний был проконсулом провинции Азия. Предположительно, что в старости Квинтилиан занимался декламациями.